# Chlorolius koehleri
Chlorolius koehleri là một loài ếch thuộc họ Hyperoliidae. Nó là đại diện duy nhất của chi Chlorolius. Loài này có ở Cameroon, Gabon, Nigeria, có thể cả Cộng hòa Congo, và có thể cả Guinea Xích Đạo.
Môi trường sống tự nhiên của chúng là rừng ẩm vùng đất thấp nhiệt đới hoặc cận nhiệt đới, vùng núi ẩm nhiệt đới hoặc cận nhiệt đới, đồng cỏ nhiệt đới hoặc cận nhiệt đới vùng đất cao, sông ngòi, các đồn điền, và rừng trước đây suy thoái nghiêm trọng.
Chúng hiện đang bị đe dọa vì mất môi trường sống.